# Paula Medín
Paula Medín (17 de junho de 1984) é uma jogadora de rugby sevens espanhola.

## Carreira
Paula Medín integrou o elenco da Seleção Espanhola Feminina de Rugbi de Sevens, na Rio 2016, que foi 7º colocada.